# Enicospilus mespilus
Enicospilus mespilus är en stekelart som beskrevs av Ian D. Gauld och Mitchell 1981. Enicospilus mespilus ingår i släktet Enicospilus och familjen brokparasitsteklar. Inga underarter finns listade i Catalogue of Life.